# Alex de Souza
Alex de Oliveira Alves de Souza, mais conhecido como Alex de Souza (Rio de Janeiro, 30 de setembro de 1965), é um carnavalesco brasileiro.

## Carreira

### Início como assistente
Formou-se pela Escola Técnica Visconde de Mauá, obtendo o diploma de técnico em desenvolvimento mecânico. Durante quatorze anos, ele trabalhou na Fábrica de Tecidos Bangu. Inicialmente, Alex exerceu a função de assistente de estilo, e, depois, atuou como supervisor de estilo e gerente de produto. A atuação no mencionado estabelecimento lhe possibilitou adquirir o conhecimento sobre materiais têxteis e aprender a trabalhar a utilização das cores. Quando ainda atuava na Fábrica, Alex de Souza ingressou no curso de moda do SENAI/CETIQT, especializando-se na área de estilismo em confecção industrial.
No ano de 1990, o artista deu os seus primeiros passos no mundo do carnaval, quando foi trabalhar como assistente de figurino do carnavalesco Renato Lage na Mocidade Independente de Padre Miguel. Durante o período (1990-1995) que trabalhou com Lage, Alex aprendeu a desenvolver fantasias de destaque, composição e ala, e a roteirizar um enredo. Sua primeira oportunidade de desenvolver um carnaval ocorreu em 1996, quando foi convidado pela União de Jacarepaguá para ser o carnavalesco da agremiação. Na nova escola, o artista colocou em prática todo o aprendizado que recebeu durante os seis anos com que trabalhou com o mestre Renato.

### Começo como carnavalesco e parceria com Paulo Barros
Na União de Jacarepaguá, chegou duas vezes (1996 e 1997) ao terceiro lugar do Grupo D (Quinta divisão do carnaval carioca na época). Após essa experiência valiosa, Alex voltou a trabalhar com Renato Lage, criando os figurinos de destaque para o carnaval da Mocidade no ano de 1998. Nesse mesmo ano, foi convidado a produzir o carnaval da Em Cima da Hora em 1999. Na agremiação de Cavalcanti, despontou para o mundo do carnaval como um artista talentoso e criativo, sendo admirado por todos. Em 2001, foi para a Leão de Nova Iguaçu onde fez um trabalho de destaque entre 2001 e 2003.
Em 2004, após a indicação do então diretor de carnaval Wagner Araújo e do presidente Maurício Mattos, acertou com a Rocinha. Na agremiação de São Conrado, Alex levou a escola ao Grupo Especial, ao conquistar o campeonato de 2005 do Grupo A. O seu trabalho na elite do Carnaval foi reconhecido pelo público e pela crítica, apesar dos diversos problemas que ocorreram com a escola no carnaval de 2006.
No Carnaval de 2007, Alex de Souza foi contratado pela Mocidade para ser o carnavalesco da escola. Depois do carnaval, saiu da escola por conta das condições financeiras ruins da escola. Em 2008, Alex foi para a Vila Isabel, onde realizou enredos sobre os trabalhadores do Brasil, sobre o Theatro Municipal, junto com Paulo Barros, e sobre Noel Rosa.  Saiu da escola por conta de divergências com a direção.

### União da Ilha
Para o carnaval de 2011, acertou para ser carnavalesco da União da Ilha do Governador. onde mesmo após o incêndio na Cidade do Samba, onde perdeu uma alegoria e remontou depois junto com as fantasias. conseguiu fazer um desfile que se fosse julgada estaria nas campeãs.
No carnaval de 2012, Alex de Souza permaneceu na União da Ilha e trouxe o enredo 'De Londres ao Rio: Era uma vez uma... Ilha', que estabeleceu conexões entre a Ilha do governador e outra ilha, a Inglaterra, em função dos Jogos de 2012, em Londres, e de 2016, no Rio. Com um desfile marcado visualmente pela qualidade e beleza das fantasias e alegorias, Alex levou para avenida personagens representando mitos, fábulas e tradições britânicas com reis, rainhas, a guarda inglesa, heróis errantes, cientistas e grandes nomes da música e do cinema. Nas alas, a cultura britânica foi destacada - desde os guerreiros celtas e os cavaleiros das cruzadas à guarda montada da rainha. O chá inglês foi representado por componentes vestidos de xícara e se destacou entre os ícones ingleses. Uma das alegorias chamou atenção foi o Suingue de Londres, que trazia personagens imortalizados no museu de cera Madame Tussauds, como The Beatles, Lady Di, Harry Potter, Amy Winehouse, Freddie Mercury e Elton John. A literatura também foi lembrada, com alusões à obra de Shakespeare, e aos personagens Sherlock Holmes e os do livro Alice no País das Maravilhas. Um dos pontos altos do desfile foi a homenagem de Alex de Souza a ex-carnavalesca Maria Augusta, que veio representando a Rainha Elizabeth na comissão de frente da escola.
Também em 2012, Alex de Souza foi contratado para assinar o conceito do camarote da revista Rio Samba e Carnaval na Marquês de Sapucaí, um espaço de quase mil metros quadrados que é conhecido como o ponto de encontro de grandes empresários e das principais companhias brasileiras no Sambódromo. O carnavalesco deu o nome de "Tropicanas" ao tema do cenário deste ano que teve como objetivo fazer com que os convidados pudessem apreciar a grande festa em um lugar aconchegante e sofisticado.
Para o carnaval de 2013, Alex de Souza confirmou sua permanência como carnavalesco na União da Ilha, pelo qual fez uma homenagem a Vinicius de Moraes. O desfile teve uma das maiores alegorias do desfile desse ano, tendo a Garota de Ipanema e companheiros de Vinicius, como Toquinho.
Em 2014, Alex de Souza leva para a avenida o Enredo "É Brinquedo, é brincadeira. A Ilha vai levantar poeira!" conquistando a volta da União da Ilha para os desfiles das campeãs, em um honroso 4º lugar, a melhor posição da escola em vinte anos.

### Retorno à Vila, Salgueiro, Império Serrano e Botafogo Samba Clube
Após cinco anos como carnavalesco da Ilha, Alex retornou como carnavalesco da Vila Isabel, pelo qual esteve no período de 2008 a 2010.. esteve por três anos, como carnavalesco do Salgueiro, onde sempre a levou pro Desfile das Campeãs.
Depois do carnaval 2023, Alex acertou com o Império Serrano, com a missão de permanecer-lá no Grupo Especial, mas mesmo com o insjuto rebaixamento permaneceu na escola e retornou ao Grupo de acesso, após 19 anos. em 2025, acertou com a Botafogo Samba Clube, que fará sua estreia na Sapucaí, nesse ano.

## Carnavais
Abaixo, a lista de desfiles assinados por Alex de Souza.
| Ano  | Escola                | Colocação              | Divisão    | Enredo                                                                                     | Ref.   |
| ---- | --------------------- | ---------------------- | ---------- | ------------------------------------------------------------------------------------------ | ------ |
| 1996 | União de Jacarepaguá  | 3.º lugar              | Grupo D    | Folias Brejeiras                                                                           |        |
| 1997 | União de Jacarepaguá  | 3.º lugar              | Grupo D    | Histórias de Uma Terra Preciosa                                                            |        |
| 1999 | Em Cima da Hora       | 6.º lugar              | Grupo A    | Horas… Eras de Glória… e Outras Histórias                                                  |        |
| 2000 | Em Cima da Hora       | 3.º lugar              | Grupo A    | Oswaldo Cruz, a Saga de Um Herói Brasileiro                                                |        |
| 2001 | Leão de Nova Iguaçu   | 8.º lugar              | Grupo A    | Allah-la-ô, Um Carnaval das Arábias                                                        |        |
| 2002 | Leão de Nova Iguaçu   | 5.º lugar              | Grupo A    | Do Esplendor Diamantino aos Sonhos Dourados de Juscelino                                   |        |
| 2003 | Leão de Nova Iguaçu   | 8.º lugar              | Grupo A    | Beleza: a Eterna Busca do Ser                                                              |        |
| 2004 | Rocinha               | 3.º lugar              | Grupo A    | O Mago do Novo, João do Povo                                                               |        |
| 2005 | Rocinha               | Campeã                 | Grupo A    | Um Mundo Sem Fronteiras                                                                    |        |
| 2006 | Rocinha               | 14.º lugar             | Especial   | Felicidade Não Tem Preço                                                                   |        |
| 2007 | Mocidade Independente | 11.º lugar             | Especial   | O Futuro no Pretérito – Uma História Feita à Mão                                           |        |
| 2008 | Vila Isabel           | 9.º lugar              | Especial   | Trabalhadores do Brasil                                                                    |        |
| 2009 | Vila Isabel           | 4.º lugar              | Especial   | Neste Palco da Folia, É Minha Vila que Anuncia: Theatro Municipal - A Centenária Maravilha |        |
| 2010 | Vila Isabel           | 4.º lugar              | Especial   | Noel: a Presença do "Poeta da Vila"                                                        |        |
| 2011 | União da Ilha         | Hors-concurs           | Especial   | O Mistério da Vida                                                                         |        |
| 2012 | União da Ilha         | 8.º lugar              | Especial   | De Londres ao Rio: Era Uma Vez… Uma Ilha                                                   |        |
| 2013 | União da Ilha         | 9.º lugar              | Especial   | Vinicius no Plural. Paixão, Poesia e Carnaval                                              |        |
| 2014 | União da Ilha         | 4.º lugar              | Especial   | É Brinquedo, É Brincadeira. A Ilha Vai Levantar Poeira!                                    |        |
| 2015 | União da Ilha         | 9.º lugar              | Especial   | Beleza Pura?                                                                               |        |
| 2016 | Vila Isabel           | 8.º lugar              | Especial   | Memórias do 'Pai Arraia' - Um Sonho Pernambucano, Um Legado Brasileiro                     |        |
| 2017 | Vila Isabel           | 10.º lugar             | Especial   | O Som da Cor                                                                               |        |
| 2018 | Salgueiro             | 3.º lugar              | Especial   | Senhoras do ventre do mundo                                                                |        |
| 2019 | Salgueiro             | 5.º lugar              | Especial   | Xangô                                                                                      |        |
| 2020 | Salgueiro             | 5.º lugar              | Especial   | O Rei Negro do Picadeiro                                                                   |        |
| 2022 | Salgueiro             | 6.º lugar              | Especial   | Resistência                                                                                |        |
| 2023 | Império Serrano       | 12.º lugar (Rebaixada) | Especial   | Lugares de Arlindo                                                                         |        |
| 2024 | Império Serrano       | 2.º lugar              | Série Ouro | Ilú-obá Óyó - A Gira dos Ancestrais                                                        |        |
| 2025 | Botafogo Samba Clube  | 11.º lugar             | Série Ouro | Uma gloriosa história em preto e branco                                                    | [ 13 ] |

## Premiações
- Estandarte de Ouro

1. 2010 - Melhor enredo (Vila Isabel - "Noel: a presença do "Poeta da Vila") [14]
2. 2011 - Melhor enredo (União da Ilha - "O Mistério da Vida") [15]
3. 2014 - Melhor enredo (União da Ilha - "É Brinquedo, É Brincadeira. A Ilha Vai Levantar Poeira!") [16]

- Estrela do Carnaval

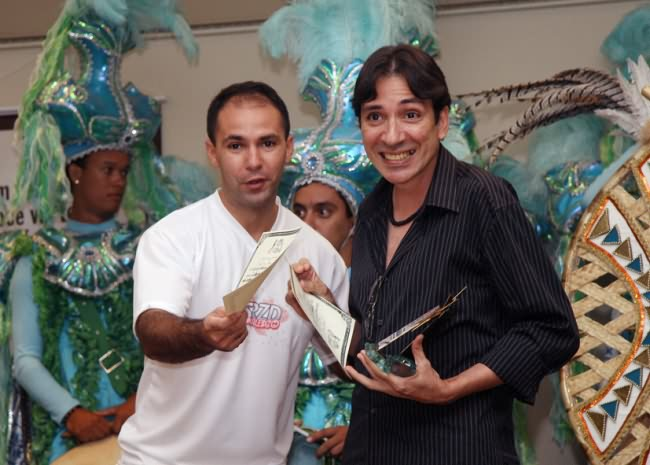
Alex de Souza recebendo o prêmio Estrela do Carnaval de melhor carnavalesco de 2008.

1. 2008 - Melhor carnavalesco (Vila Isabel) [17]
2. 2008 - Melhor conjunto de fantasias (Vila Isabel) [17]
3. 2012 - Melhor conjunto de alegorias (União da Ilha) [18]
4. 2014 - Melhor enredo (União da Ilha - "É Brinquedo, É Brincadeira. A Ilha Vai Levantar Poeira!") [19]
5. 2014 - Melhor conjunto de alegorias (União da Ilha) [19]
6. 2018 - Melhor conjunto de alegorias (Salgueiro) [20]
7. 2018 - Melhor conjunto de fantasias (Salgueiro) [21]

- Gato de Prata

1. 2013 - Melhor enredo (União da Ilha - "Vinicius no Plural. Paixão, Poesia e Carnaval") [22][23]
2. 2014 - Melhor enredo (União da Ilha - "É Brinquedo, É Brincadeira. A Ilha Vai Levantar Poeira!") [24]
3. 2014 - Melhor carnavalesco (União da Ilha) [24]
4. 2018 - Melhor carnavalesco (Salgueiro) [25]

- Plumas & Paetês Cultural

1. 2005 - Revelação (como carnavalesco da Rocinha) [26]
2. 2009 - Melhor desenhista (Vila Isabel) [27]
3. 2011 - Melhor carnavalesco (União da Ilha) [28]
4. 2011 - Melhor figurinista (União da Ilha) [28]
5. 2011 - Melhor historiador/pesquisador (União da Ilha) [28]
6. 2012 - Melhor desenhista (União da Ilha) [29]
7. 2013 - Melhor pesquisador (União da Ilha) [30]
8. 2022 - Desenhista / Projetista (Salgueiro) [31]

- Prêmio SRzd

1. 2013 - Melhor carnavalesco (União da Ilha) [32]Alex de Souza recebendo os prêmios S@mba-Net em 2005.

- S@mba-Net

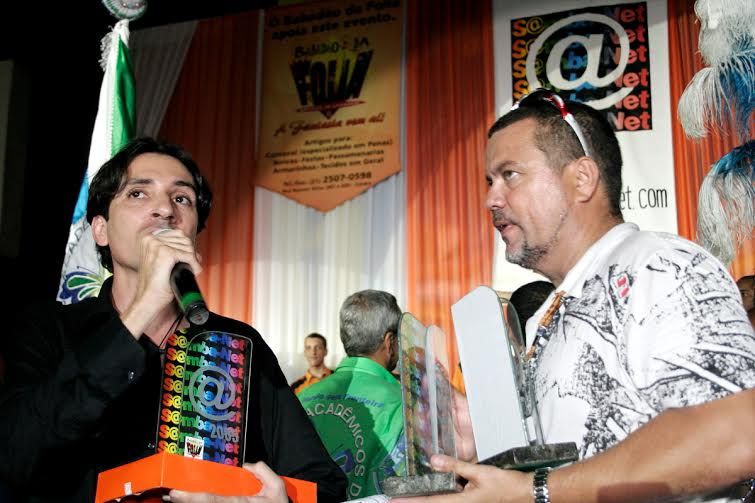
Alex de Souza recebendo os prêmios S@mba-Net em 2005.

1. 2000 - Melhor enredo (Em Cima da Hora - "Oswaldo Cruz, a Saga de Um Herói Brasileiro") [33]
2. 2000 - Melhor conjunto de fantasias (Em Cima da Hora) [33]
3. 2004 - Melhor alegoria (Rocinha - Carro do Carrossel) [34]
4. 2004 - Melhor conjunto de alegorias (Rocinha) [34]
5. 2005 - Melhor conjunto de alegorias (Rocinha) [35]
6. 2005 - Melhor conjunto de fantasias (Rocinha) [36]
7. 2005 - Melhor alegoria (Rocinha - "Shangrilá") [36]
8. 2014 - Melhor enredo (União da Ilha - "É Brinquedo, É Brincadeira. A Ilha Vai Levantar Poeira!") [37]
9. 2015 - Melhor enredo (União da Ilha - "Beleza Pura?") [38]
10. 2016 - Melhor enredo (Vila Isabel - "Memórias do 'Pai Arraia' - um sonho pernambucano, um legado brasileiro") [39]

- Tamborim de Ouro

1. 2010 - Melhor enredo (Vila Isabel - "Noel: a presença do "Poeta da Vila") [40]

- Troféu Jorge Lafond

1. 2004 - Melhor conjunto de alegorias (Rocinha) [41]
2. 2004 - Melhor conjunto de fantasias (Rocinha) [41]

- Troféu Rádio Manchete

1. 2009 - Melhor enredo (Vila Isabel - "Neste Palco da Folia, É Minha Vila que Anuncia: Theatro Municipal - A Centenária Maravilha") [42][43]
2. 2010 - Melhor enredo (Vila Isabel - "Noel: a presença do "Poeta da Vila") [44]

- Troféu Sambario

1. 2009 - Melhor alegoria (Carro abre-alas da Vila Isabel) [45]
2. 2010 - Melhor enredo (Vila Isabel - "Noel: a presença do "Poeta da Vila") [46]

- Troféu Tupi Carnaval Total

1. 2012 - Melhor carnavalesco (União da Ilha) [47]